# Toei Channel
Toei Channel (яп. 東映チャンネル) — японський цифровий супутниковий канал CS (SKY PerfecTV! (трансляція на східній довготі 110 градусів CS), послуга SKY PerfecTV! Преміум), спеціалізований платний телеканал, що транслюється на кабельному телебаченні. Управляється Toei Satellite TV Company, Ltd., загальною компанією супутникового мовлення та магістральною компанією супутникового мовлення, яка є компанією групи Toei.
| Телебачення | Це незавершена стаття про телебачення. Ви можете допомогти проєкту, виправивши або дописавши її. |